# Górski Badachszan

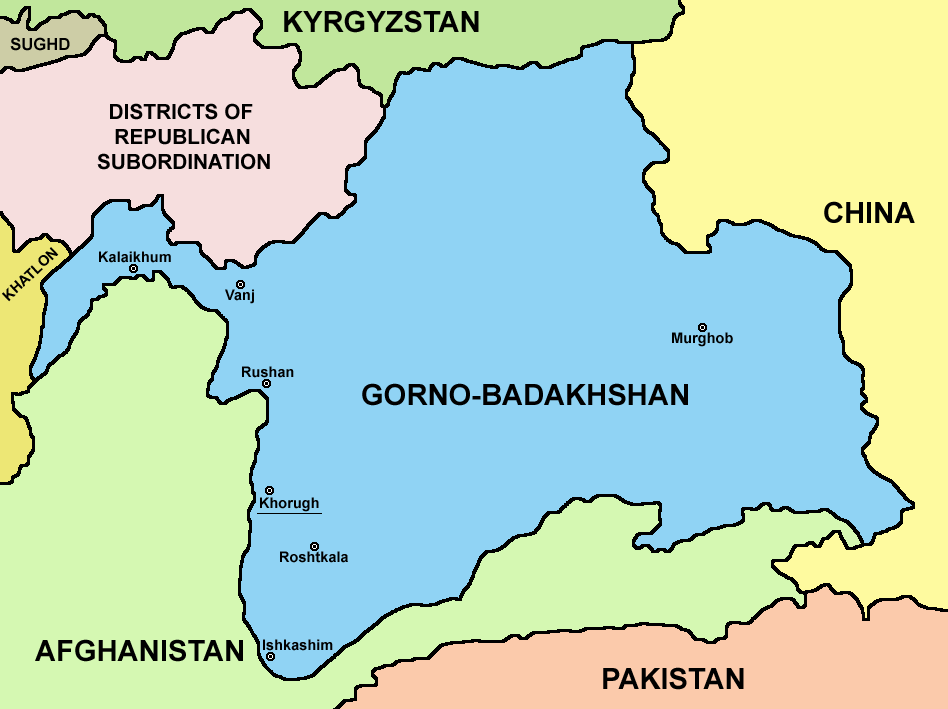

Górski Badachszan (tadż. Кӯҳистони Бадахшон, Kuhistoni Badachszon; ofic. Górskobadachszański Wilajet Autonomiczny, tadż. Вилояти Мухтори Кӯҳистони Бадахшон, Wilojati Muchtori Kuhistoni Badachszon) – wilajet autonomiczny we wschodnim Tadżykistanie ze stolicą w Chorog.
Utworzony 2 stycznia 1925 r. jako obwód autonomiczny Związku Radzieckiego pod nazwą Gorno-Badachszański Obwód Autonomiczny. W 1992 r. wszedł w skład niepodległego Tadżykistanu jako Górskobadachszański Okręg Autonomiczny. 
W 2010 r. KSNG ustaliła długą nazwę jednostki w języku polskim jako Górskobadachszański Wilajet Autonomiczny. Nazwą krótką pozostał Górski Badachszan.
Górski Badachszan obejmuje obszar o powierzchni 64 200 km², który zamieszkany był w 2010 r. przez 220 600 ludzi. Od zachodu graniczy z tadżyckimi Rejonami Administrowanymi Centralnie oraz wilajetem chatlońskim, od zachodu i południa z afgańskim wilajetem Badachszan, od wschodu z chińskim Regionem Autonomicznym Sinciang-Ujgur, a od północy z kirgiskim obwodem tałaskim.
Wilajet składa się z siedmiu dystryktów (tadż. ноҳия):
- Darwoz
- Iszkoszim
- Murgob
- Ruszon
- Rosztkala
- Szugnon
- Wandż

## Warunki naturalne
Główną część wilajetu zajmują góry Pamir, razem z najwyższym wzniesieniem tego łańcucha oraz kraju, Szczytem Ismaila Samaniego (7495 m n.p.m.). Zachodnia część obejmuje głębokie i wąskie doliny o względnej wysokość 3000–4000 m z wiecznym śniegiem oraz lodowcami. Część wschodnia to rozległe doliny i bezdroża o względnej wysokość 1200–1800 m o charakterze pustyni wysokogórskiej.
Najważniejszą rzeką regionu, zasilaną przez dopływy Burtang i Gunt, jest Pandż. Wyznacza on granicę tadżycko-afgańską. Powierzchnie obszaru pokrywają także liczne jeziora, jak np. Kara-kul, Jezioro Sareskie, Jaszilkul czy Zurkul.
Tereny wilajetu należą do alpejsko-himalajskiej strefy sejsmicznej.

## Klimat
Klimat Górskiego Badachszanu klasyfikowany jest jako podzwrotnikowy kontynentalny wybitnie suchy oraz jako górski. Temperatura w styczniu wynosi -8°C na zachodzie i do -20°C na wschodzie, a w lipcu między 13 a 22°C. Średnia roczna suma opadów na zachodzie to 240 mm, na wschodzie 60 mm, a na obszarach górskich 1000 mm.

## Ludność
Okręg jest zamieszkiwany głównie przez Tadżyków (90,4%), ale także przez Kirgizów (6,7%) i Rosjan (1,4%). 13% ludności mieszka w miastach (głównie w stolicy). 